# 北八代村
北八代村（きたやつしろむら）は山梨県東八代郡にあった村。現在の笛吹市八代町北にあたる。

## 地理
- 河川：笛吹川

## 歴史
- 1889年（明治22年）7月1日 - 町村制の施行により、近世以来の北八代村が単独で自治体を形成。
- 1941年（昭和16年）4月1日 - 南八代村・高家村・岡村・増田村と合併して八代村が発足。同日北八代村廃止。

## 交通

### 道路
現在は旧村域を中央自動車道が通過するが、当時は未開通。